# 22 Puppis
22 Puppis är en misstänkt variabel i Akterskeppets stjärnbild.
Stjärnan varierar mellan visuell magnitud +5,96 och 6,12 utan någon fastställd periodicitet. Den befinner sig på ett avstånd av ungefär 410 ljusår.